# Vilfredo Pareto
Vilfredo Federico Damaso Pareto (rojen Wilfried Fritz), italijanski ekonomist, sociolog in filozof, * 15. julij 1848, Francija, † 19. avgust 1923, Céligny, Švica.

## Življenjepis
Rodil se je v Parizu, očetu Italijanu in materi Francozinji. Družina je bila plemiškega rodu in je živela v izgnanstvu. Njegov oče, Raffaele Pareto (1812–1882), je bil italijanski gradbeni inženir in ligurijski markiz, ki je Italijo zapustil, podobno kot drugi italijanski nacionalisti. Navdušeni nad nemško revolucijo leta 1848 so ga starši imenovali za Wilfrieda Fritza, ki je postal Vilfredo Federico ob vrnitvi svoje družine nazaj v Italijo leta 1858. S starši so se nastanili v Genovi. Pareto je odraščal v okolju srednjega razreda. Leta 1869 je doktoriral iz inženirstva v Torinu. V Firencah je leta 1880 postal generalni direktor združenja italijanskih železarn. V tem obdobju je v italijanskih in evropskih revijah intenzivno sodeloval v političnih razpravah. Kultiviral  je svoje kulturne interese, se poglobil v ekonomijo, sociologijo in klasične literarne študije. Tudi po zaslugi ekonomista in prijatelja Maffea Pantaleonija, je bil leta 1894 imenovan za profesorja politične ekonomije na Univerzi v Lozani.
Najbolj znano spoznanje je nastalo leta 1906, kasneje pa ga je inženir Joseph M. Juran imenoval Paretovo načelo ali tudi pravilo 80-20. Pareto je opazil, da ima dvajset odstotkov prebivalcev Italije v lasti osemdeset odstotkov lastnine. 
Leta 1889 se je poročil z Rusinjo Alexandro Bakunin. Zapustila ga je po treh letih zakona. Pareto se je ponovno poročil leta 1923, nekaj mesecev pred smrtjo. Njegova druga soproga je bila Parižanka Jeanne Regis. Umrl je avgusta 1923 v Ženevi.
Po Paretu je imenovan tudi Paretov diagram (ali Pareto diagram). To je histogram, ki je urejen glede na frekvenco pojavov, ki prikazujejo, koliko rezultatov je povzročil posamezni prepoznani vzrok.

## Sociološke teorije in spoznanja
Pareto je svoja pozna leta življenja porabil za zbiranje gradiva za njegovo najbolj znano delo Trattato di sociologia generale, ki je bilo prvič objavljeno leta 1916. V njem je razvil tudi pojem kroženje elit, ki je neposredno povezan s teorijo elit. 
Teorija elit pravi, da je družba razdeljena na dve skupini, in sicer na vladajočo manjšino in na vladane. Teorijo elit sta razvila Pareto in njegov rojak Gaetano Mosca. Oba sta menila, da je vladavina elit neizogibna. Strinjala sta se, da so temelj vladavine elit izredne osebnostne lastnosti tistih, ki tvorijo elito. Vladajoča manjšina je superiorna glede na množico prebivalstva.
Kot podlago elit Pareto poudarja psihološke značilnosti oseb, ki tvorijo določen tip vladajoče elite. Sklepa, da obstajata dva tipa vladajoče elite, in sicer levi in lisice. Levi imajo močno razvito sposobnost za neposredna, odločna in ostra dejanja. Večinoma vladajo s silo. Primer levov je za Pareta vojaška diktatura. Lisice zaznamujejo zvitost, pretkanost in sposobnost diplomatskega manipuliranja. Kot primer Pareto navaja evropske demokracije. Pareto torej meni, da osebnostne lastnosti določajo položaj elite.
Pareto uvede tudi pojem kroženje elit, ki pomeni, da ena elita zamenja drugo. Pravi tudi, da so vse elite nagnjene k propadu, ker sčasoma postanejo mehkužne, predvsem pa toge in neprilagodljive na spreminjajoče se okolje. Vsakemu tipu elite manjkajo lastnosti nasprotnega tipa, ki pa so dolgoročno bistvene za ohranjanje oblasti. Levom manjka ustvarjalnega duha in zvitosti, zato medse sprejmejo lisice. Lisice se postopoma infiltrirajo v celotno elito on preoblikujejo njen značaj. Lisicam manjka sposobnosti ,ki jo imajo levi, tj. zmožnost za nasilna in določna dejanja. S kroženjem elit se oblikuje organizirana manjšina levov, ki želi obnoviti močno vlado in zrušiti elito lisic.
Pareto je bil kot teoretik elit vseživljenjski nasprotnik marksizma. Teorija elit marksizem namreč obravnava kot sanjarjenje. Egalitarna družba je po mnenju Pareta in Mosce le iluzija, saj je vladavina elit neizogibna. Ne dopuščata možnosti, da bi proletarska revolucija vodila k oblikovanju komunistične družbe. 
Nekateri sociologi kritizirajo Paretovo teorijo, saj pravijo, da je njegovo pogled na zgodovino preprost in poenostavljen. Pareto predpostavlja, da so lastnosti elite boljše od lastnosti množice. Njegovi kriteriji za razlikovanje med elitami so zgolj njegova lastna razlaganja sloga vladajoče elite. Prav tako Pareto ne ponuja nobenega načina za merjenje procesa propadanja elite. Elita bo po njegovem mnenju razpadla, ko bo naglo izgubila svojo moč in vitalnost. To naj bi se zgodilo, ker je ta elita zaprta za novačenje od spodaj. Ta Paretov sklep je ovrgel britanski marksistični sociolog Thomas Burton Bottomore. Kot primer je vzel brahmane, zaprto skupino v indijskem kastnem sistemu. Elitni sloj brahmanom se je namreč kljub zaprtosti ohranil skozi mnoga stoletja. 
Pareto je moderne demokracije obravnaval kot še eno obliko vladajočih elit, kar je tudi sprožilo kritike. Pareto naj bi namreč posmehljivo zavračal tiste načine vladanja, ki jih je družba obravnavala kot bolj napredne.
Paretovo sociologijo sta v Združenih državah Amerike predstavila ameriški sociolog George Homans in ameriški filozof Lawrence J. Henderson na Harvardu, kjer je imela precejšen vpliv, zlasti na funkcionalista Talcotta Parsonsa.

## Dela
- Les systèmes socialistes (1902)
- Trattato di sociologia generale (1916)
- Fatti e teorie (1920)
- Compendio di sociologia generale (1920)
- Trasformazione della democrazia (1921)